# Diego Rojas Mosquera
Diego Rojas Mosquera (Padilla, Cauca, Colombia, 1 de enero de 1965) es un exfutbolista y entrenador colombiano. Desde 1997 se ha desempeñado como preparador de arqueros y actualmente forma parte del cuerpo técnico del Deportes Quindío.

## Legado deportivo
Diego es mediohermano del destacado arquero Otoniel Quintana, ya fallecido.
Mientras Diego defendió el arco del Deportes Tolima, protagonizando una curiosa coincidencia familiar: mientras Otoniel ostentaba el récord histórico de mayor tiempo sin recibir gol en la primera división del fútbol colombiano, con 1.024 minutos, Diego mantuvo el mayor registro de imbatibilidad en la segunda división, con 830 minutos.

## Trayectoria

### Como jugador
Diego, llegó a las Divisiones menores de Millonarios por petición del entrenador Chiqui García. Debutó con el equipo profesional en el año 1983 gracias al entrenador Jorge Luis Pinto y se mantuvo con el club hasta 1985 alternado la suplencia con Lorenzo Nazarith ya que el titular indiscutido era el argentino Alberto Vivalda. Posteriormente entre 1889 y 1992 jugaría poco más de 50 partidos con el Deportes Tolima en donde se retira con tan solo 27 años de edad.

### Como preparador de arqueros
Entre 1997 y 2004 estuvo en el Cortuluá, luego pasaría por la Selección de fútbol sub-17 de Colombia, Once Caldas, Bucaramanga, Deportes Tolima, Junior de Barranquilla por 7 temporadas y 2 etapas en Millonarios.
Durante su faceta como preparador de arqueros ha integrado varios cuerpos técnicos de entrenadores como: Reinaldo Rueda, Alberto Suárez, Oscar Héctor Quintabani, Jaime de la Pava, Cheche Hernández, Alexis García, Zurdo López, Julio Comesaña, Alexis Mendoza, Alberto Gamero entre otros.
Más recientemente entre diciembre de 2019 y agosto de 2024 fue el preparador de arqueros de Millonarios asistiendo a Gamero.
El 5 de marzo de 2025 se oficializó su vinculación al Deportes Quindío.

## Clubes

### Como jugador
| Club                       | Año         | Partidos |
| -------------------------- | ----------- | -------- |
| Millonarios · Colombia     | 1983 - 1985 | 1        |
| Deportes Tolima · Colombia | 1989 - 1992 | 50       |

### Como preparador de arqueros
| Club                            | Año         | Asistente de:          |
| ------------------------------- | ----------- | ---------------------- |
| Cortuluá · Colombia             | 1997 - 2004 | Reinaldo Rueda         |
| Cortuluá · Colombia             | 1997 - 2004 | Alberto Suárez         |
| Cortuluá · Colombia             | 1997 - 2004 | Óscar Quintabani       |
| Selección Sub-17 · Colombia     | 2003        | Reinaldo Rueda         |
| Once Caldas · Colombia          | 2005 - 2007 | Víctor Luna            |
| Once Caldas · Colombia          | 2005 - 2007 | Jaime de La Pava       |
| Once Caldas · Colombia          | 2005 - 2007 | Pecoso Castro          |
| Atlético Bucaramanga · Colombia | 2008        | Víctor Luna            |
| Millonarios · Colombia          | 2008 - 2009 | Óscar Quintabani       |
| Deportivo Pereira · Colombia    | 2009 - 2010 | Óscar Quintabani       |
| Junior · Colombia               | 2010 - 2011 | Diego Umaña            |
| Junior · Colombia               | 2010 - 2011 | Óscar Quintabani       |
| Junior · Colombia               | 2010 - 2011 | Jorge Luis Pinto       |
| Junior · Colombia               | 2010 - 2011 | Cheche Hernández       |
| Boyacá Chicó · Colombia         | 2012        | Alberto Gamero         |
| Junior · Colombia               | 2012 - 2018 | Zurdo López            |
| Junior · Colombia               | 2012 - 2018 | Julio Comesaña         |
| Junior · Colombia               | 2012 - 2018 | Giovanni Hernández     |
| Junior · Colombia               | 2012 - 2018 | Alberto Gamero         |
| Junior · Colombia               | 2012 - 2018 | Alexis Mendoza         |
| Deportes Tolima · Colombia      | 2018 - 2019 | Alberto Gamero         |
| Millonarios · Colombia          | 2020 - 2024 | Alberto Gamero         |
| Deportes Quindío · Colombia     | 2025        | Carlos Eduardo Velasco |

### Como entrenador
| Deportes Quindío · Colombia | 2ª                  |                     |   |   |   |   |   |   |   |   |   |   |   |   |   |   |   |   |   |   |   |   |
| Deportes Quindío · Colombia | 2ª                  | 2025 (E)            | 4 | 1 | 3 | 0 | - | - | - | - | - | - | - | - | - | - | - | - | 4 | 1 | 3 | 0 |
| Deportes Quindío · Colombia | Total               | Total               | 4 | 1 | 3 | 0 | 0 | 0 | 0 | 0 | 0 | 0 | 0 | 0 | 0 | 0 | 0 | 0 | 4 | 1 | 3 | 0 |
| Total en su carrera         | Total en su carrera | Total en su carrera | 4 | 1 | 3 | 0 | 0 | 0 | 0 | 0 | 0 | 0 | 0 | 0 | 0 | 0 | 0 | 0 | 4 | 1 | 3 | 0 |
| 1. 2. 3.                    |                     |                     |   |   |   |   |   |   |   |   |   |   |   |   |   |   |   |   |   |   |   |   |

## Palmarés como preparador de arqueros

### Clubes
| Título                | Club        | País     | Año     | Asistente de:    |
| --------------------- | ----------- | -------- | ------- | ---------------- |
| Torneo Finalización   | Junior      | Colombia | 2011-II | Cheche Hernández |
| Copa Colombia         | Junior      | Colombia | 2015    | Alexis Mendoza   |
| Copa Colombia         | Junior      | Colombia | 2017    | Julio Comesaña   |
| Copa Colombia         | Millonarios | Colombia | 2022    | Alberto Gamero   |
| Torneo Apertura       | Millonarios | Colombia | 2023-I  | Alberto Gamero   |
| Superliga de Colombia | Millonarios | Colombia | 2024    | Alberto Gamero   |

### Selección
| Mundial                                | Resultado     | Asistente de:  |
| -------------------------------------- | ------------- | -------------- |
| Copa Mundial de Fútbol Juvenil de 2003 | Tercer puesto | Reinaldo Rueda |